# François Séverin Marceau-Desgraviers
François Séverin Marceau-Desgraviers (francès: François Séverin Marceau)  (Chartres, 1 de març de 1769 - Altenkirchen, 21 de setembre de 1796) Va destacar com a general de la Revolució francesa.

Fill d'un magistrat judicial de Chartres ("procureur au bailliage"), se li havia destinat a la judicatura; però la seva vocació militar va ser més forta i el va portar, als 16 anys, a incorporar-se al regiment d'Angulema (1785). Durant la Revolució s'uneix a la Guàrdia Nacional de la seva ciutat, al 14 de juliol de 1789, i obté el seu grau de capità. En 1791 s'allista en l'1 batalló de voluntaris de l'Eure i Loira, en on es promogut a tinent coronel (març de 1792). Quan comença la guerra, el 10 d'abril, el seu batalló s'uneix a l'exèrcit de les Ardenes. Demostra el seu patriotisme dissuadint a molts dels seus col·legues d'emigrar seguint l'exemple de la Fayette, quan La Fayette havia desertat de les seves funcions i tot l'exèrcit de les Ardenes mostrava escassa disciplina. Marceau va reunir als seus oficials reticents i els va animar a seguir en la lluita amb una arenga que acabava amb:
| « | "La pàtria abans que els nostres generals: el nostre lloc està a la frontera, vostès li estan donant l'esquena a l'enemic". | » |

Amb tristesa va assistir a la capitulació de Verdun, i encara que era l'oficial més jove, va haver de negociar amb els prussians, ja que el seu cap, Beaurepaire, es va suïcidar.
En 1793 passa a l'Exèrcit de Nord amb el grau de tinent coronel, demana ser admès a la Legió Germànica, i com és admès, se li envia a l'Exèrcit de l'Oest. Allà és arrestat, juntament amb el seu cap, per ordre de Pierre Bourbotte. En la batalla de Saumur, Pierre Bourbotte es troba de sobte envoltat d'enemics, i Marceau, com un simple oficial, acudeix en la seva ajuda i el rescata; a conseqüència d'això, Marceau és alliberat.
El 13 de juny de 1793 la Convenció, assabentada d'aquest episodi, recomana Marceau a el Ministre de Guerra, qui li concedeix el grau de general de brigada. No obstant això els representants en missió com Bourbotte segueixen desconfiant dels generals Kléber i Westermann; i havent de reunir als dos exèrcits de l'oest, decideixen posar al seu cap transitòriament a Marceau amb el grau de general de divisió, en tant esperen que arribi el veritable comandant, Turreau, amb una reputació sinistra i conegut com un incompetent.
El 12 i 13 de desembre de 1793 venç en la sagnant Batalla de Le Mans, en què moren 10.000 republicans i 20.000 vendeans. És acusat d'estar enamorat i defensar una jove realista, Angélique des Mesliers; Bourbotte ho defensa i justifica, el que no salva la jove de morir a la guillotina.
En 1794 és destinat a les Ardenes, i després a l'exèrcit de Sambre i Meuse. Sent allà general de divisió i comandant l'ala dreta a la batalla de Fleurus, li maten dos cavalls i acaba combatent a peu amb èxit al capdavant dels seus batallons.
En 1796 es veu obligat a aixecar el bloqueig de Magúncia, i cobreix la retirada. Rebutja a l'arxiduc Carles d'Àustria que havia derrotat a Jourdan. Ha de combatre desesperadament a Lahn, entre el 16 i el 18 de setembre de 1796. El 19 de setembre cau ferit greument en les rodalies de Altenkirchen i presoner. Malgrat les cures que li pròdiga l'arxiduc Carles d'Àustria, mor dos dies més tard.

El cos de Marceau va ser dipositat al fort que fins a 1814 va portar el seu nom. La seva tomba a Coblença, consistia en una piràmide truncada, de vint peus d'alçada, col·locada sobre un sarcòfag i que rematava en una urna on estava el seu cor. En el monument es pot llegir la següent inscripció: 
| « | "Aquí jeu Marceau, nascut a Chartres. Soldat als setze anys, general als vint i dues, va morir combatent per la seva pàtria l'últim dia de l'any IV de la república francesa, als vint-sis anys. Qui vulgui que siguis, amic o enemic d'aquest jove heroi, respecti les seves cendres." | » |

## Novel·les relacionades
El famós escriptor francès Alexandre Dumas (pare), va escriure una novel·la sobre els amors del General Marceau amb una jove monàrquica, filla d'un important opositor de la Revolució. L'obra, titulada Blanca de Beaulieu va ser publicada a França el 1826.